# Link arkitektur
LINK arkitektur är ett svenskt dotterföretag till den norska företagsgruppen LINK arkitektur AS, som är ett av Nordens fem största arkitektföretag med 470 arkitekter i Sverige, Norge och Danmark. Företaget bedriver tjänster inom byggnads-, inrednings- och landskapsarkitektur, stadsbyggnad, tillgänglighet, beskrivning samt projekt- och byggledning.
LINK arkitektur är ett konsultföretag som arbetar inom samhällets samtliga områden, men med tyngdpunkt på avancerad vård, skolor, högskolor, bostäder, kontor, laboratorier, inredning och stadsbyggnad. Företaget har ett nära samarbete med WSP Sverige och utför stora, komplexa projekt samt tar fram energi- och klimatlösningar. 
LINK arkitektur i Sverige har cirka 170 medarbetare och finns i Stockholm, Umeå, Skellefteå, Malmö, Lidköping, Falköping, och Trollhättan. 

## Historia och organisation
LINK arkitektur hette tidigare WSP Arkitektur och ingick i konsultföretaget WSP Sverige AB. Under sommaren 2008 såldes affärsområdet till det norska företaget LINK arkitektur AS. LINK arkitektur AS har sitt huvudkontor i Oslo, Norge och WSP Sverige är en av delägarna till företaget tillsammans med Multiconsult AS och de ursprungliga ägarna till LINK.
I januari 2011 gick LINK arkitektur samman med SAMARK Arkitektur & Design.
LINK:s svenska huvudkontor ligger i Lumafabrikens gamla 30-talsbyggnad i Hammarby Sjöstad. 

## Uppdrag i Sverige
Nedan följer ett urval av LINK arkitekturs uppdrag
- Södersjukhuset i Stockholm, ny- och ombyggnad
- Brinkskolan, ny grundskola i Täby
- Skandionkliniken, Uppsala, avancerad cancerklink för 7 landsting
- Stadsbiblioteket i Göteborg (inredning)
- Citybanan, pendeltågsstationen Station City, Stockholm, i samarbete med WSP Sverige AB
- Umeva, nytt huvudkontor med stark miljöprofil, Umeå
- GIH i Stockholm(inredning)
- Slussen berg, den nya bussterminalen på Slussen i Stockholm